# (8979) Clanga
(8979) Clanga (3476 T-3) – planetoida z grupy pasa głównego asteroid okrążająca Słońce w ciągu 3,11 lat w średniej odległości 2,13 au. Odkryta 16 października 1977 roku.